# Hořičky

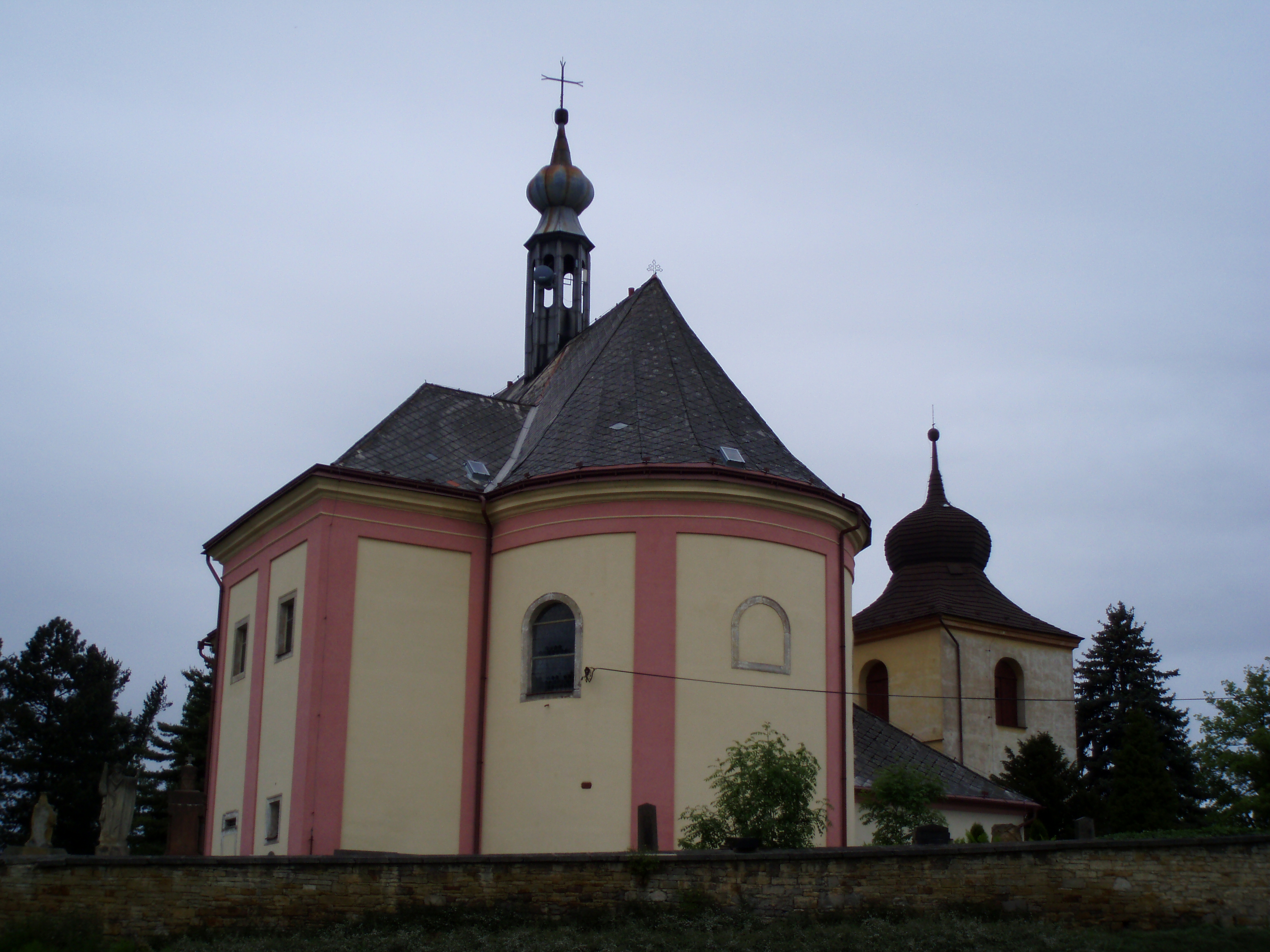
Miejscowy kościół i dzwonnica

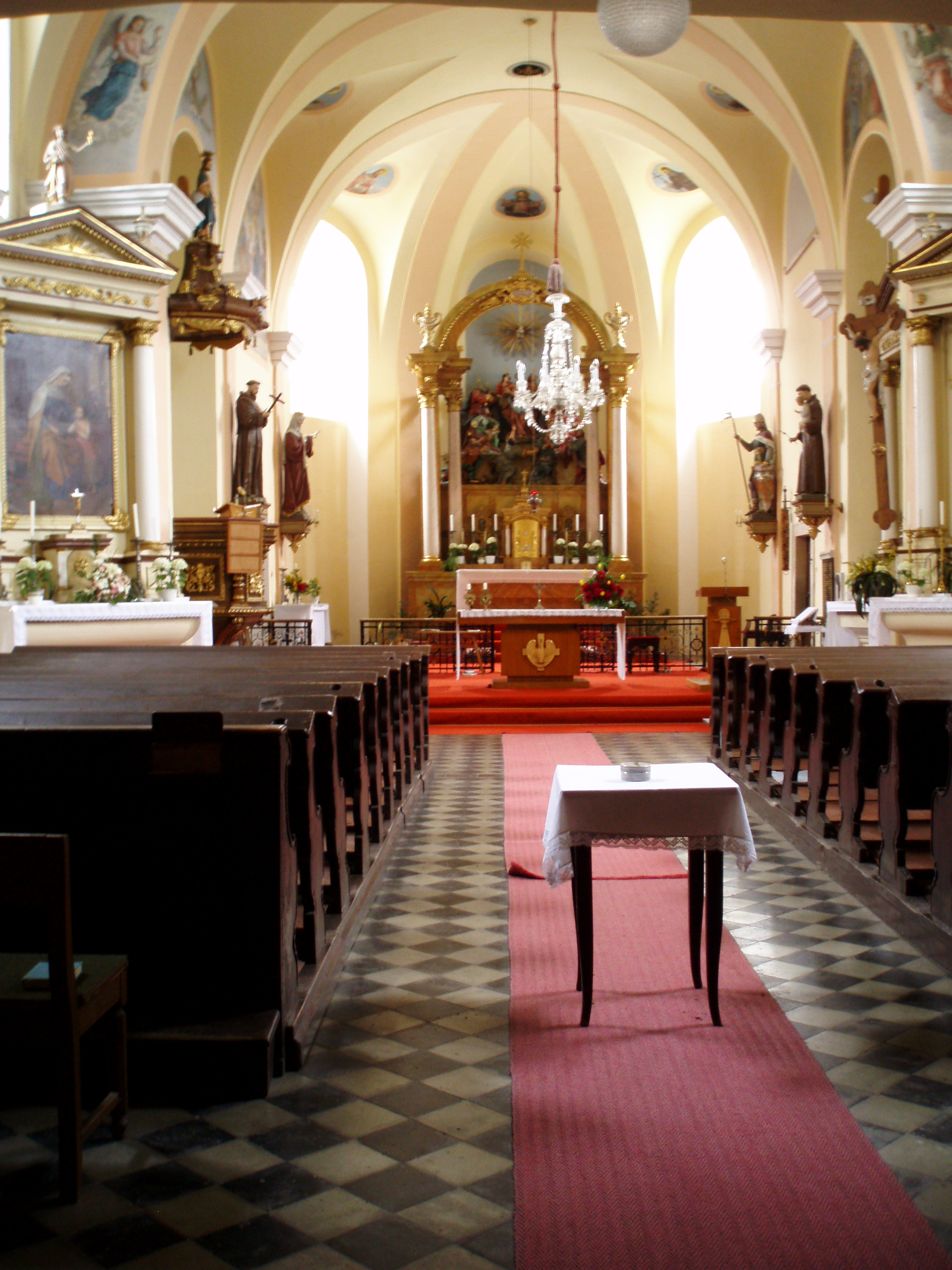
Hořičky - Wnętrze kościoła

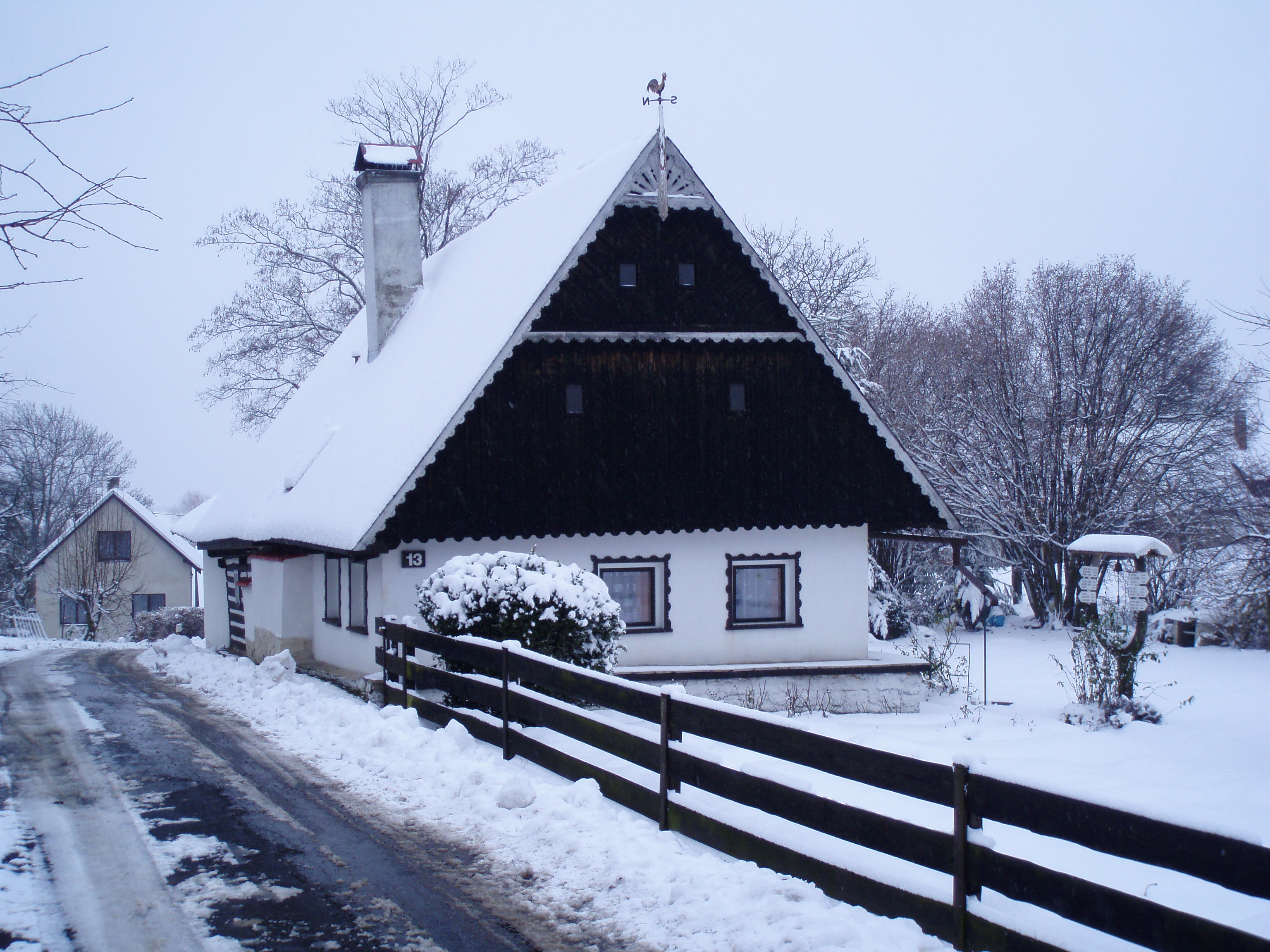
Křižanov

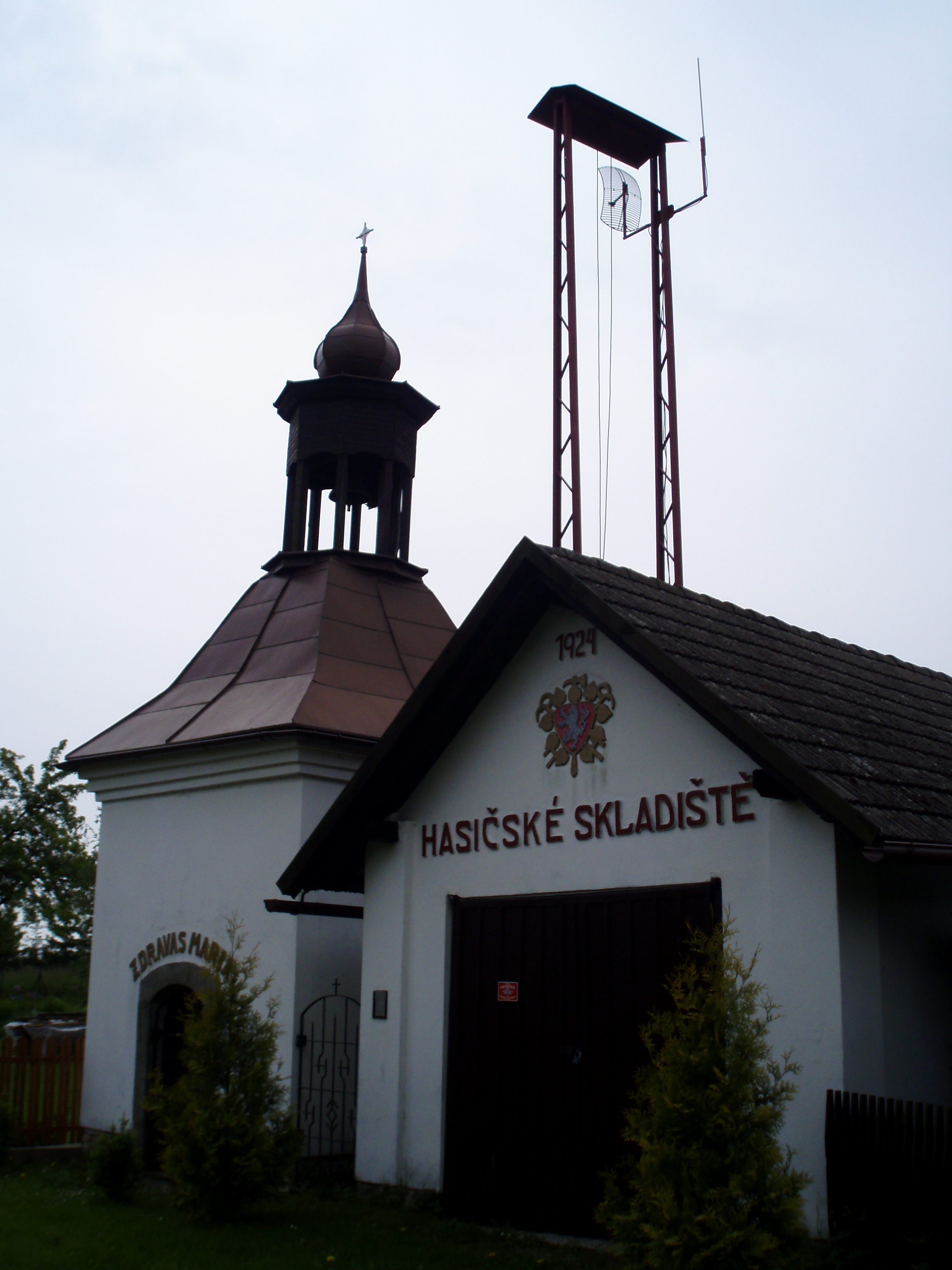
Křižanov - Kapliczka

Hořičky (niem. Horschitzka, także Kleinhorschitz) – gmina w Czechach Wschodnich w rejonie Przedgórza Karkonoskiego leżąca w połowie drogi między miastami Česká Skalice i Úpice w pobliżu Potoku Válovickiego, dopływu Úpy.

## Geografia i przyroda

### Położenie
Gmina jest położona na obszarze Podgórza Karkonoskiego na wysokości około 440 m n.p.m. (wieża miejscowego kościoła - 443 m n. m.). Jej sąsiadami są takie gminy jak: Lhota pod Hořičkami, Mezilečí, Litoboř, Brzice, Libňatov oraz Slatina nad Úpou i jej współrzędne geograficzne to 50° 26 'szerokości geograficznej północnej i 15° 59' długości geograficznej wschodniej.
Miejscowe nazwy na terenie gminy
| Grupy nazw | Nazwy |
| Lasy       | Barchoviny - Borek - Lipka - Nad Netíkem - Olšina - U křižanovské cesty - Válovská stráň - Vejroviny - Zádušní les |
| Pola, łąki | Barchovinská stráň - Barunčina vyhlídka - Chrby - K hliníkům - Mečovská stráň - Na Kalousově - Na krutině - Na náměrkách - Na novodvorském - Na pádolině - Na samaritánce - Na šutrovníku - Náměrky - Nízký Tábor - Od Vejrovin - Paseky - Pod Borkem - Pod Olšinou - U čihadla - U křižanovské cesty - U lipky - U olšiny - U Válovic - Záduší |
| Wzgórza    | Březina - Na příčnici - Vysoký Tábor |

### Hydrologia
Pod względem hydrograficznym Hořičky położone są w całości na terenie dorzecza Úpy. W gminie brak jest znaczących cieków wodnych. Najważniejszym ciekiem jest tylko Válovický potok, który stanowi naturalną granicę pomiędzy gminami Hořičky oraz Brzice. Na terenie gminy nie ma dużych powierzchniowo wód stojących takich jak jeziora czy duże zbiorniki wodne. W dzielnicy Křižanov znajduje się tylko mały staw oraz w Meczowie, Nowym Dworze i Chlístowie są małe zbiorniky sztuczne w przypadku pożaru.

## Demografia

### Liczba ludności
| Rok                                                  | 1869     | 1880     | 1890     | 1900    | 1910    | 1921    | 1930    | 1950    | 1961    | 1970    | 1980    | 1991    | 2001    |
| ---------------------------------------------------- | -------- | -------- | -------- | ------- | ------- | ------- | ------- | ------- | ------- | ------- | ------- | ------- | ------- |
| Liczba ludności (cała gmina/miejscowość bez sołectw) | 1139/475 | 1098/423 | 1079/445 | 985/443 | 874/404 | 824/361 | 780/349 | 563/269 | 575/310 | 555/342 | 502/337 | 459/326 | 489/336 |

Źródło: Czeski Urząd Statystyczny

### Struktura ludności w 2001 r. według narodowości
| Narodowość  | Razem | Czeska | Morawska | Słowacka | Polska | Niemiecka | Ukraińska |
| ----------- | ----- | ------ | -------- | -------- | ------ | --------- | --------- |
| Liczba osób | 489   | 447    | 1        | 5        | 2      | 3         | 1         |

Źródło: Czeski Urząd Statystyczny

### Struktura ludności w 2001 r. według religii
| Wyznanie    | Razem wyznawców | Kościół katolicki | Czechosłowacki Kościół Husycki | Ewangelicki Kościół Czeskobraterski | Świadkowie Jehowy |
| ----------- | --------------- | ----------------- | ------------------------------ | ----------------------------------- | ----------------- |
| Liczba osób | 200             | 447               | 10                             | 6                                   | 5                 |

Źródło: Czeski Urząd Statystyczny

### Liczba domów
| Rok                                               | 1869   | 1880   | 1890   | 1900   | 1910   | 1921   | 1930   | 1950   | 1961    | 1970   | 1980   | 1991   | 2001    |
| ------------------------------------------------- | ------ | ------ | ------ | ------ | ------ | ------ | ------ | ------ | ------- | ------ | ------ | ------ | ------- |
| Liczba domów (cała gmina/miejscowość bez sołectw) | 186/67 | 190/69 | 191/69 | 199/75 | 199/78 | 212/84 | 211/83 | 227/92 | 186/134 | 163/86 | 142/80 | 203/96 | 225/105 |

Źródło: Czeski Urząd Statystyczny

## Historia
Pierwsza wzmianka o wsi parafialnej pochodzi z 1357 r. Była wówczas własnością rycerza Ludgera z Hořiček i nosiła nazwę Hořička. Od początku XV wieku była częścią majątku Litoboř, potem Rýzmburk i Náchod (do 1848).
W 1380 r. jako właściciel wsi został wymieniony Mladota ze Stračova, a od 1405 r. Beneš z Ryzemburka. W latach 1405–14 jest wzmiankowany Litek Hanuš ze Chlumu jako współpatron miejscowego kościoła. Jego siedzibą był zamek Litoboř (znany pod nazwą Turyň).
Przed 1517 r. sprzedał Krzysztof ze Švamberka wsi Litoboř, Chlístov i Hořičky Petrowi Adršpachowi z Dubé. W dokumentach z 1527 r. jest wspomniana po pierwszy raz miejscowość Křižanov i 13 lat później Mečov. W latach 1534–44 za Jana z Pernštejna cały majątek pustoszeje. Potem przychodzą burgrabia kraju hradeckiego Bernart Žehušický z Nestajova (zm. 1563), Jan Žehušický z Nestajova (zm. 1564) i Hertvík Žehušický z Nestajova (zm. 1578). Po śmierci Hertvíka majątek Rýzmburk otrzymały jego siostry - Magdalena, małżonka Adama Úlibskiego z Újezdeca i z Kounic, Elżbieta, małżonka Adama Bohdaneckiego z Hodkowa, oraz Ludmiła, małżonka Čertorejskiego z Čertorejów, które stopniowo majątek ten rozsprzedawały, wliczając w to Hořičky (po 1579), Chlístov i Křižanov (1582, Jaroslavowi ze Smiřic).

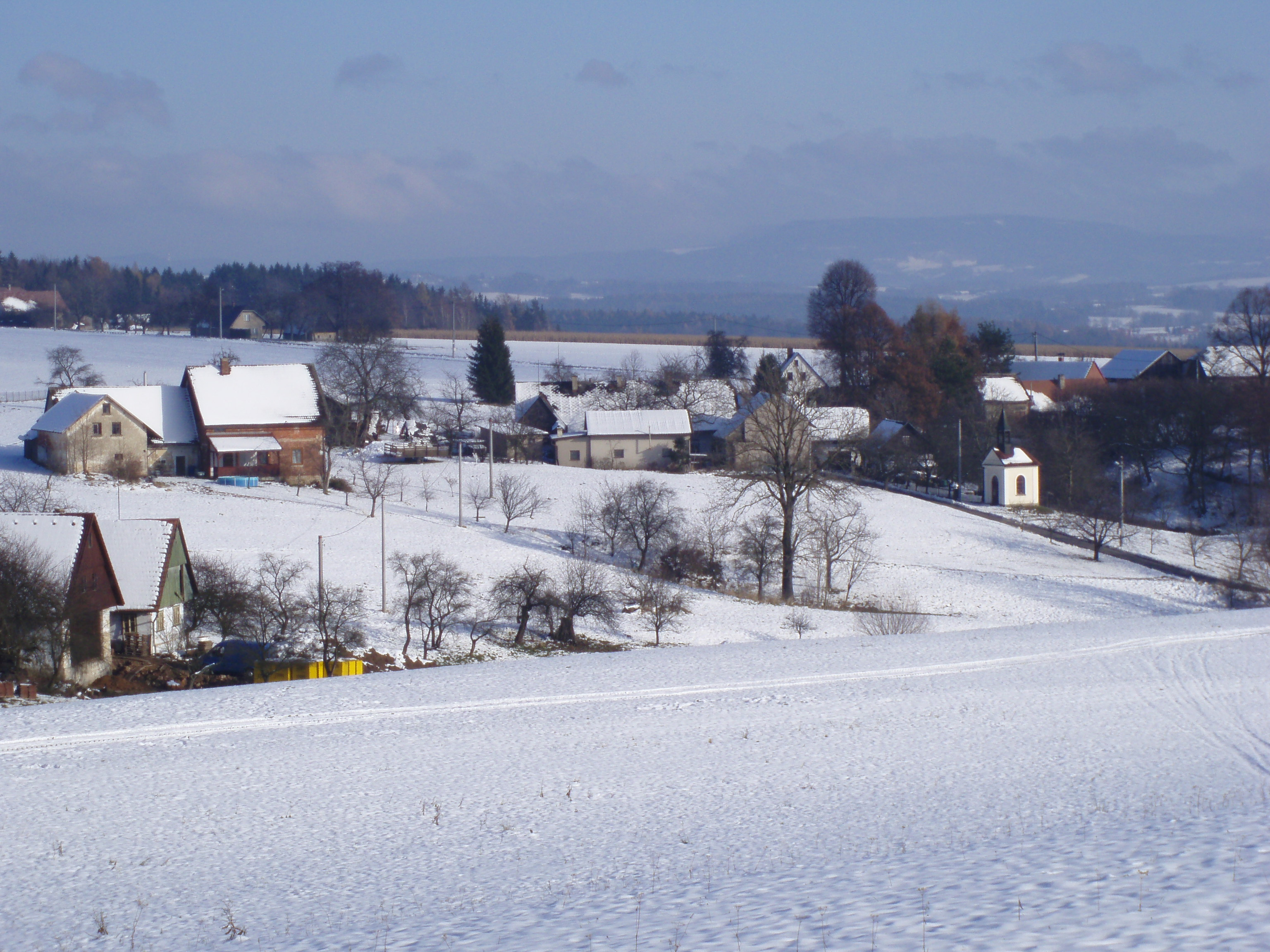
Mečov

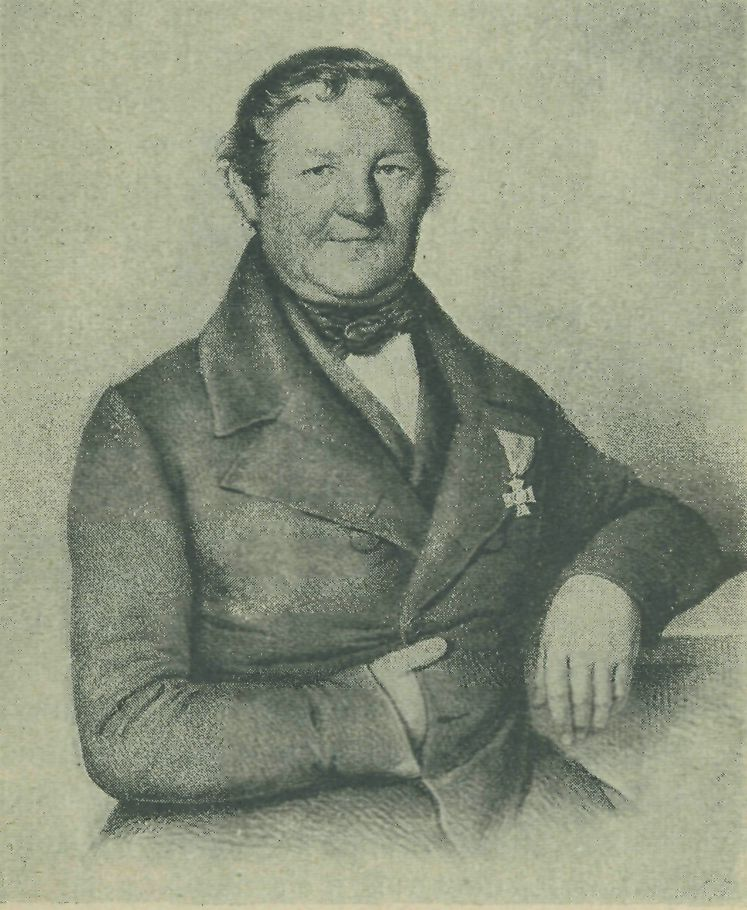
Znachor Antonín Pich na portrecie z XIX wieku

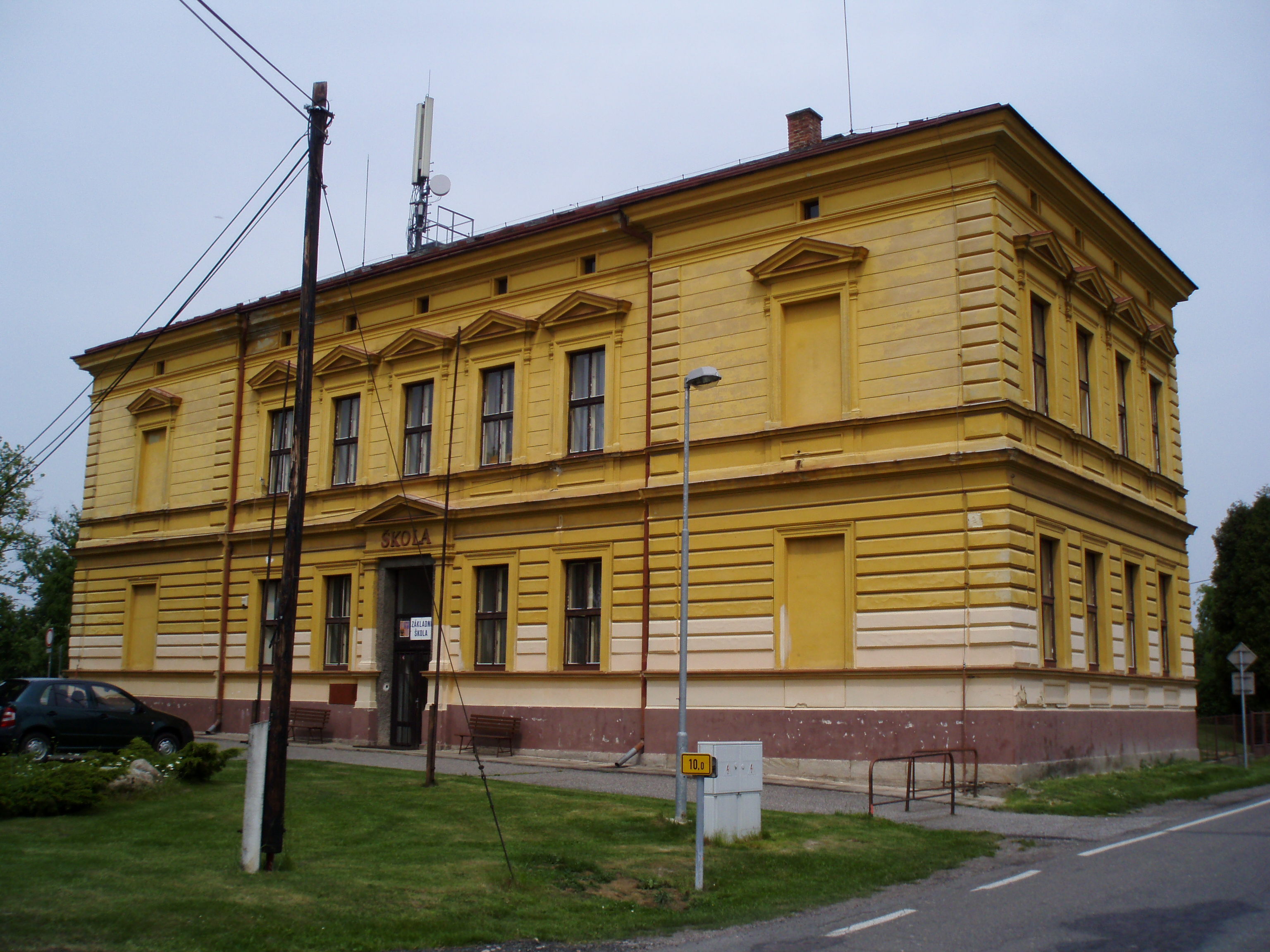
Hořičky - Szkoła

Do 1621 r. wieś należała do majątku arystokratycznej rodziny Smirzickich ze Smirzic. Kolejnymi właścicielami byli: Marie Magdaléna Trčková z Lobkovic, jej syn Adam Erdman Trčka z Lípy, Octaviano Piccolomini (z 1637 r.), Vojtěch hrabia Desfours, książę Piotr Biron i jego córka Wilhelmina Żagańska i później książęta Schaumburg-Lippe.
Rok 1848 nie oszczędził Hořičky rewolucyjnych wydarzeń w tym roku. W miejscowości powstała Gwardia Narodowa, i to dzięki pomocy burmistrza Józefa Picha. Jej członkowie pomogli z likwidacją grabieżnych braci Špetlów i ich zorganizowanej grupy przestępczej, która działała od Slatiny nad Upou do Brzic. Tego samego roku wieś została samodzielną gminą (dołączone sołectwa Chlístov, Kalousov, Nový Dvůr i Posadov) z własnym samorządem i stan ten trwa do dziś.
W połowie XIX wieku w miejscowości leczył złamania wybitny znachor Antonín Pich, zwany Pechanec, którego odznaczył sam cesarz Austrii Franciszek Józef I. Do tradycji Pechanca nawiązało na początku wieku XX miejscowe sanatorium dr Kašpara Rosy (działający 62 lata) i dr Aloisa Kutíka (1857-1931).
Pod koniec czerwca 1866 przeszło w okolicy wsi wojsko pruskie, które niedaleko - pod wsią Svinišťany stoczyło zwycięską bitwę z Austriakami, oraz w latach 1869-71 w domu “U Vitoušků” (dzisiaj restauracja) przebywał pisarz Julius Zeyer. Na przełomie XIX i XX w. na terenie gminy rozwinęła się szeroka działalność kulturalna oraz aktywność społeczna (1846 biblioteka, 1869 pierwszy spektakl amatorski, 1870 pierwszy amatorski zespół teatralny, 1 czerwca 1885 Obywatelska Kasa Pożyczkowa, 1888 został przyjęty statut miejscowych amatorów teatralnych, 25 listopada 1888 miejscowa organizacja Narodowej Jedności Północnoczeskiej, 10 czerwca 1881 została założona Ochotnicza Straż Pożarna, 1899 początek Sokoła). Kwitnie też handel oraz przemysł i tak samo gospodarka gminna. Największe zasługi mają burmistrzowie J. Langhammer i Karel Janko, m.in. gościnny u Vitoušków, kasjer Obywatelskiej Kasy Pożyczkowej oraz przewodniczący lokalnej rady szkolnej.
Lista poległych w I wojnie światowej
| Imię i nazwisko  | Dzielnica | Miejsce śmierci      |
| Eduard Friedrich | Hořičky   | Donia Vyšina 1914    |
| Jaroslav Janko   | Hořičky   | Kesmark 1914         |
| Antonín Michálek | Hořičky   | Karpaty 1915         |
| Vilém Pouznar    | Hořičky   | Miskolc 1916         |
| Augustin Špelda  | Chlístov  | Rosyjska Polska 1917 |
| Karel Šrůtek     | Hořičky   | Serbia 1914          |
| Vilém Vik        | Hořičky   | Linz 1915            |

Po zakończeniu I wojny światowej i powstaniu Czechosłowacji nastąpił jeszcze większy rozwój gminy. 15 czerwca 1919 po długim czasie ponownie odbyły się wybory, w których po raz pierwszy głosowały również kobiety. Na początku lat 20. XX w. zorganizowano reformę rolną i dobra Náchod podlegały parcelacji (z 7 432 ha tego obszaru wpadło w ręce ludu 2 095 ha). W 1921 r. gmina zmniejszyła się, ponieważ Chlístov został samodzielną gminą, i 11 lat później wystąpiła zmiana w kierownictwie gminy. Wtedy został wybrany na nowego burmistrza właściciel majątku ziemskiego Hubert Kubelka ziemski i jego zastępcą został Jaroslav Košťál, majster blacharski.
Życie i rozwój gminy był także pod wpływem międzynarodowych wydarzeń politycznych, na przykład 5 marca 1933 Czechosłowacka Partia Narodowo-Socjalistyczna zwołała do miejscowości duże antyfaszystowskie publiczne spotkanie ludzi, które zostało największym miejscowym poparciem społecznym dla prezydenta T. G. Masaryka. To nie była pierwsza i ostatnia manifestacja w historii wsi. Już 11 lipca 1937 odbył się tutaj Zjazd Ludu Katolickiego.

## Osoby związane z wsią
- Jan Berger (6 września 1830 Slatina nad Úpou - 9 kwietnia 1904 Náchod) - nauczyciel; 1852-65 pracował w Hořičkach
- Vilém Berger (12 stycznia 1864 Hořičky - 10 stycznia 1932 Brno) - kompozytor; syn Jana Bergera
- Josef Čapek (14 lipca 1904 Hořičky - 16 maja 1945 Terezín) - nauczyciel
- Josef Vojtěch Hellich (17 kwietnia 1807 Choltice - 23 stycznia 1880 Praha) - malarz; autor dwóch obrazów ołtarzowych dla kościoła św. Ducha
- Karel Janků (12 sierpnia 1841 Hořičky - 6 czerwca 1931 Nové Město nad Metují) - nauczyciel i przyjaciel pisarza A. Jiráska; 1862-63 pracował w Hořičkach
- dr Alois Kutík (1857 Starý Ples - 12 października 1931 Hořičky) - lekarz; od 1882 działał w Hořičkach (1894 zbudował nowoczesne sanatorium)
- František Moc (27 grudnia 1848 Hořičky - 18 stycznia 1935 Náchod) - nauczyciel i dyrygent
- Antonín Pich (25 lutego 1795 lub 1796 Hořičky - 23 marca 1865 Hořičky) - znachor
- Inocenc Procházka (7 marca 1866 Německý Brod - 12 marca 1929 Uherské Hradiště) - ksiądz rzymskokatolicki; 1888-90 kapelan w Hořičkach
- dr Kašpar Rosa (4 stycznia 1844 Suchovršice - 1 grudnia 1930 Hořičky) - lekarz; od 1869działał w Hořičkach
- dr Otto Řepka (14 marca 1844 Hořičky - 3 grudnia 1886 Náchod) - lekarz, kompozytor, muzyk i dyrygent
- Václav Řepka (8 lutego 1793 Libštát - 30 kwietnia 1862 Hořičky) - nauczyciel; 1831-62 pracował w Hořičkach
- Jan Stifter (11 maja 1829 Jaroměř - 18 marca 1893 Hořičky), ksiądz rzymskokatolicki; do 1893 dziekan w Hořičkach
- Jan Šimek (16 maja 1810 Česká Skalice - 18 grudnia 1889 Hořičky) - nauczyciel; 1872-86 pracował w Hořičkach
- Vincenc Vávra (26 lipca 1849 Újezdec u Hořiček - 5 stycznia 1936 Brno) - nauczyciel i dyrektor gimnazjum, pisarz oraz historyk literatury; inicjator i współorganizator miejscowych zjazdów rodaków oraz autor książki "Hořičky a okolí"

## Zabytki[7]
- Barokowy kościół św. Ducha z lat 1714-15, wzniesiony na miejscu gotyckiego, który był wzmiankowany w 1357 (chrzcielnica z 1600, nagrobki z XVI–XVIII wieku)[8]
- Empirowa plebania z 1800 r., która była wybudowana na miejscu drewnianej z 1709 r.
- Dzwonnica z lat 1825-29
- Pomnik Antonína Picha odsłonięty 6 lipca 1929 r.
- Miejsce widokowe Barunčina vyhlídka (444 m n.p.m.)
- Kapliczki w częściach Křižanov i Mečov
- Przy drodze do miejscowości Brzice krzyż pokutny z kuszą
- Szkoła z 1901 r.[9]
- Tablica upamiętniająca pobyt pisarza Juliusza Zeyera odsłonięta 12 lipca 1931[10]
- Kamienny krzyż przy drodze Hořičky-Chlístov z 1780 r.[11]
- Figura św. Jana Nepomucena z 1893 r.
- Krzyż żelazny na kamiennym postumencie przy domu nr 37 z 1866 r.

## Transport
Hořičky leżą na głównej trasie między miastami Česká Skalice i Úpice (droga nr 304) i jedynym środkiem transportu publicznego są autobusy firm ORLOBUS a.s. Nové Město nad Metují (linii Česká Skalice-Hořičky-Červený Kostelec i Josefov-Chvalkovice-Hořičky) oraz OSNADO s. r. o. Svoboda nad Úpou (linia Trutnov-Úpice-Hořičky ). Najbliższa stacja kolejowa jest w Czeskiej Skalicy.